# Hugo (drank)

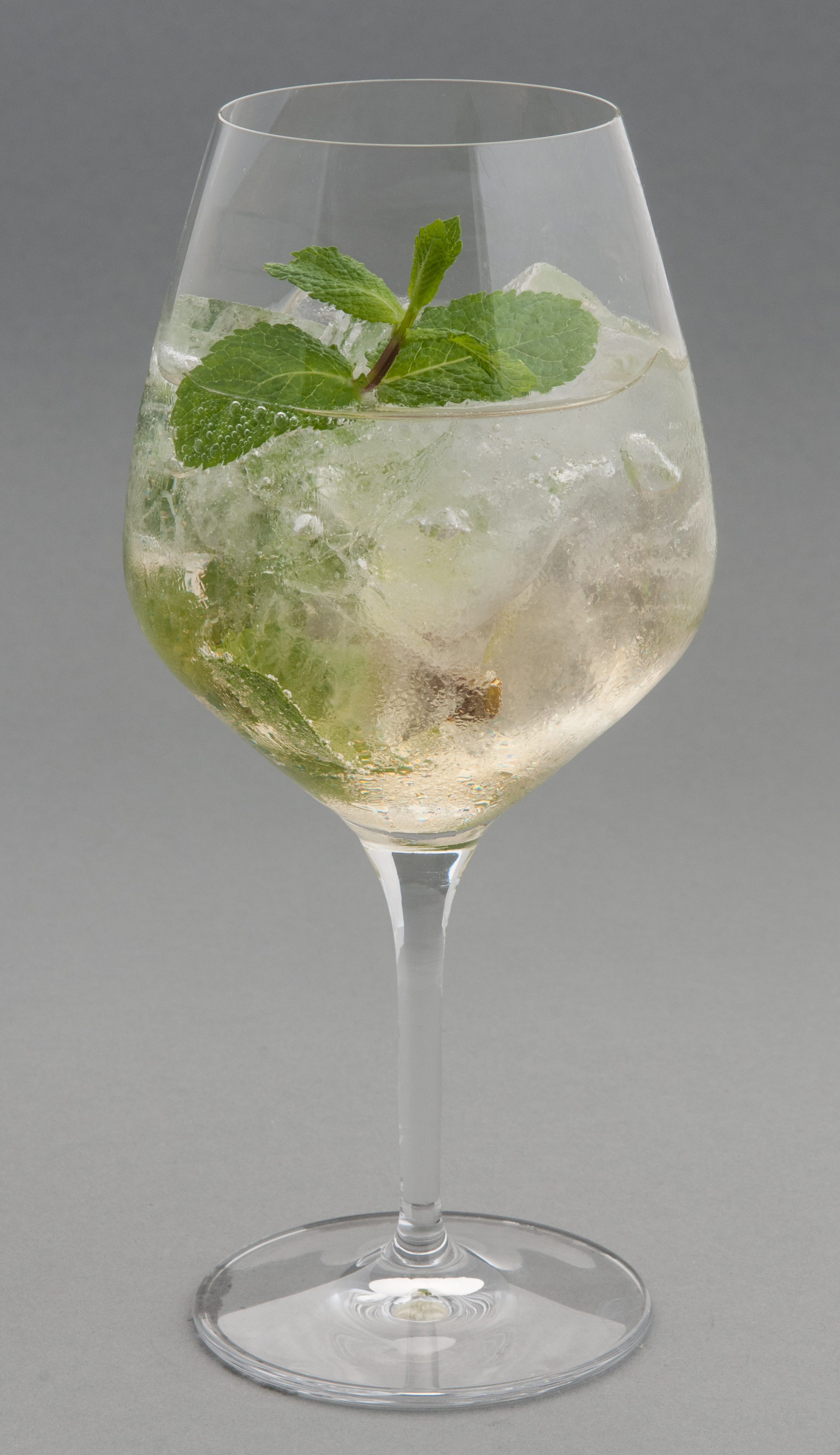
Een glas Hugo

Hugo is een cocktail gemaakt van mousserende wijn, vlierbloesem en munt. Het drankje wordt beschreven als een fruitig en verfrissende cocktail, te genieten op het terras, als aperitief of tijdens feestelijkheden. Hugo is afkomstig uit Italië, maar is door de populariteit in verschillende landen te verkrijgen. Het kan ook door de consument zelf samengesteld worden.
Er wordt ook wel van 'Hugowijn' gesproken. Wijn is echter een alcoholische drank die ontstaat door het vergisten van druivensap. Omdat in Hugo ook andere ingrediënten zitten, kan het ondanks de naam niet officieel een wijn genoemd worden, maar is het dus een cocktail.

## Oorsprong en verspreiding
De Hugo-cocktail is in de jaren 1990 bedacht door Stefan Zanotti en Thomas Divina, afkomstig uit Bolzano in het Italiaanse Zuid-Tirol. Zanotti werkte bij een bekende wijngaard en was eigenaar van een bar waar Divina werkzaam was.  Daar mixten ze het drankje Hugo zelf, met spumante uit de regio. Uiteindelijk brachten ze hun cocktail onder het merknaam Zadi-drinks kant-en-klaar op de markt, hoewel de lokale bevolking inmiddels geleerd had het zelf te mixen. Ook de eerste marktvariant had spumante als basis, in tegenstelling tot bijvoorbeeld de latere Nederlandse varianten die worden samengesteld door witte wijn in te spuiten met koolzuur en te mengen met de andere ingrediënten.
Hugo is geen beschermde merknaam, zodat er een divers aanbod is. Terwijl de eerste Hugo onder de merknaam ZADI-drinks op de markt kwam, volgden later onder meer de Scavi & Ray Hugo, van wijnhuis Scavi & Ray, dat gespecialiseerd is in het produceren van frisse mousserende wijnen. Mionetto, dat gespecialiseerd is in bubbelwijnen, brengt Mionetto Il Hugo op de markt, een frizzante, wijn die minder koolzuur bevat dan spumante.